# Mazinger Otome
Mazinger Otome (マジンガー乙女, Majingā Otome) és un manga fet per Mikio Tachibana el 2009. Es tracta d'una paròdia que s'estableix en un univers altern on diversos dels mechas originals de Go Nagai ara són androides femenins de mida humana que comparteixen les habilitats de les seves contraparts originals. Va tenir una seqüela coneguda com a Mazinger Otome Taisen.
El manga ha estat editat en català per l'editorial Ooso Comics.

## Argument
Mazinger Otome representa els mechas de la franquícia Mazinger i de la sèrie Steel Jeeg com a androides que miren d'adaptar-se a la vida normal. Han d'afrontar a la vida a l'institut i enfrontar-se amb els delinqüents de l'escola, l'exèrcit de les bèsties mecàniques. El protagonista principal és la Seto Magami, una androide basada en el Mazinger Z que és tractada com la néta de Juzo Magami. Més tard, amb la introducció del Nou Exèrcit Mazinger, hi ha discussions i baralles acalorades entre els nous i els originals.

## Publicació
Mazinger Otome va començar a publicar-se en línia a Flapper Mobile el 9 d'octubre 2009. Posteriorment, va ser publicat en format de tom per Media Factory.
Ooso Comics va anunciar la llicència del manga al XXIV Saló del manga de Barcelona, que va sortir a la venda en català el 3 d'abril de 2019.
| Volum | Data de publicació   | ISBN                   | Data de publicació | ISBN                   |
| ----- | -------------------- | ---------------------- | ------------------ | ---------------------- |
| 1     | 23 de febrer de 2010 | ISBN 978-4-8401-2983-1 | 3 d'abril de 2019  | ISBN 978-84-949782-1-0 |